# Iwan Wladimirowitsch Jenin
Iwan Wladimirowitsch Jenin (russisch Иван Владимирович Енин; * 6. Februar 1994 in Cherson, Ukraine) ist ein russischer Fußballspieler.

## Karriere
Jenin begann seine Karriere beim FK Witjas Podolsk. Im April 2012 spielte er erstmals für die erste Mannschaft von Witjas in der Perwenstwo PFL. In der Saison 2011/12 kam er insgesamt zu acht Drittligaeinsätzen. In der Saison 2012/13 absolvierte er 14 Partien. In der Saison 2013/14 kam er 26 Mal zum Einsatz, wie auch in der Saison 2014/15. In der Saison 2015/16 absolvierte er alle 26 Spiele in der PFL.
Im Juli 2016 wurde Jenin nach Lettland an den Erstligisten Riga FC verliehen. Bis zum Ende der lettischen Spielzeit 2016 absolvierte der Mittelfeldspieler 15 Spiele in der Virslīga. Zur Saison 2017 wurde er fest verpflichtet. In der Saison 2017 kam er zu 22 Einsätzen in der höchsten lettischen Spielklasse. In der Saison 2018 absolvierte er 21 Partien, mit Riga wurde er zu Saisonende Meister.
Nach dem Meistertitel wechselte Jenin im Januar 2019 nach Bosnien und Herzegowina zum NK Široki Brijeg. Bis zum Ende der Saison 2018/19 kam er zu 13 Einsätzen in der Premijer Liga. In der Saison 2019/20 spielte er bis zum COVID-bedingten Saisonabbruch 17 Mal in Široki Brijeg. Zur Saison 2020/21 wechselte er zum Ligakonkurrenten HŠK Zrinjski Mostar, für den er 28 Mal in Bosniens Oberhaus spielte.
Zur Saison 2021/22 kehrte der Defensivmann nach fünf Jahren wieder nach Russland zurück und schloss sich dem Zweitligisten Torpedo Moskau an. Für Torpedo kam er zu 32 Einsätzen in der Perwenstwo FNL, ehe er mit den Moskauern zu Saisonende in die Premjer-Liga aufstieg.